# Ulrik Huber
Ulrik Huber, ook wel Ulrich Huber en Ulricus Huber, (Dokkum, 12 maart 1636 – Franeker, 8 november 1694) was een Nederlandse hoogleraar in de rechtsgeleerdheid aan de Universiteit van Franeker en een politiek filosoof.
Huber, lid van de familie Huber, studeerde in Franeker (1651), Utrecht (1654) en Heidelberg (1656). Hij kreeg eind 1657, nog op zeer jonge leeftijd, een aanstelling als hoogleraar welsprekendheid en geschiedenis; in 1659 trouwde hij met een kleindochter van Johannes Althusius. In 1665 werd hij hoogleraar rechtsgeleerdheid, nadat hij al twee jaar colleges gaf. In 1668 hertrouwde hij met Judith van der Ley.
Bij voorkeur wees hij studenten op het nut van de beoefening der geschiedenis en letteren. Een van die studenten, Adriaan Beverland, droeg in 1679 zijn werk De Stolatae Virginitatis Iure , een verhandeling over de vrouwelijke lust aan Huber op.Van 1679 tot 1682 was Ulrik Huber rechter aan het Hof van Friesland. Hierna keerde hij terug als een soort buitengewoon hoogleraar en gaf thuis privélessen, wat verontwaardiging opleverde bij en polemieken met zijn collega. In 1683 bemoeide hij zich met de discussie die was ontstaan vanwege een dansmeester uit Franeker, die was aangesteld om studenten af te houden van vechtpartijen.

## Publicaties
- Digressiones Justinianeae, 1670

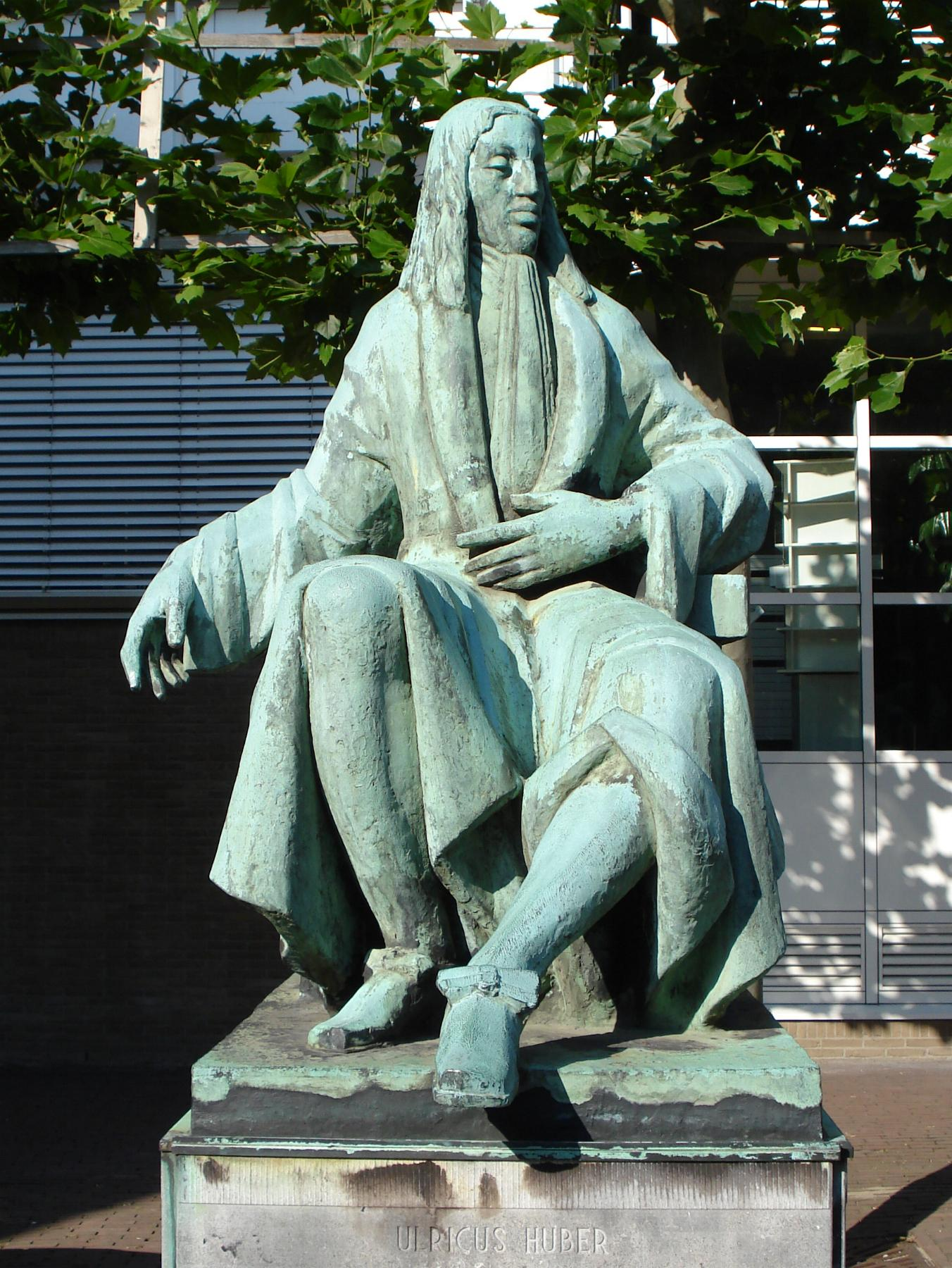
Beeld van Ulrik Huber in Den Haag.

- Repetitae animadversiones ad ius in re et ad rem, 1675
- De iure civitatis, 1676
- Praelectiones iuris civilis, 1686ff.

Hubers belangrijkste werk, De jure civitatis libri tres, werd in 1672 gepubliceerd en is daarna een aantal keer herzien. Huber beschouwde het vrijwillig afstand doen van vrijheid en de geboorte van een kind van een vrouwelijke slaaf geoorloofde gronden voor slavernij. Dit gold ook voor krijgsgevangenen en hardnekkige criminelen.
Met zijn pamflet Spiegel van Doleancie en Reformatie, anoniem verschenen, sympathiseerde hij met de burgerbeweging tijdens het Rampjaar. Hij had een scherp oog voor de onbeschaamdheden van de oligarchie, de handel in ambten en de uitholling van de oude Friese democratie, maar de gemeente had, zo oordeelde hij, één ding niet begrepen: dat men niets mocht afdwingen dat strijdig was met het beschreven recht, als was het nòg zo goed en billijk.
Hij werd internationaal bekend door zijn studies over het Romeins recht. Hij leverde, net als Hugo Grotius en Johannes Voet, een belangrijke bijdrage aan het Rooms-Hollands recht. In Nederland is hij ook bekend door zijn werk Heedensdaegse Rechtsgeleertheyt soo elders, als in Friesland gebruikelijk (1686, 1786). In dit werk presenteerde hij een compleet overzicht van het rechtssysteem van Friesland van die tijd.
Huber was een gematigd cartesiaan die erin slaagde een theorie van het republicanisme te ontwerpen die een rechtvaardiging leverde voor de politieke structuur van de Republiek zonder in Spinozistisch radicalisme te vervallen. Het cocceio-cartesiaanse compromis kreeg daarmee ook een deugdelijke politieke basis.
Op de Universiteit van Groningen is een instituut van de Faculteit Rechtsgeleerdheid naar hem vernoemd.

## Standbeeld
Een bronzen beeld van hem staat bij het gebouw van de Hoge Raad der Nederlanden aan het Korte Voorhout in Den Haag. Het werd gemaakt door Frits van Hall (1899-1945) en gegoten bij bronsgieterij A. Binder uit Haarlem. Het beeld was eerder successievelijk  geplaatst voor de voormalige gebouwen van de Hoge Raad op het Plein, in de Kazernestraat en sedert 2016 op het Korte Voorhout.